# Shimon Adaf
Shimon Adaf (en hébreu : שמעון אדף), né le 19 juin 1972 à Sdérot, est un poète et auteur israélien.

## Biographie
De parents d'origine marocaine, Shimon Adaf naît à Sdérot, en Israël, en 1972. Il vit actuellement à Jaffa.
Son premier recueil de poésies, en hébreu : המונולוג של איקרוס (Le Monologue d'Icare), remporte un prix du ministère israélien de l'Éducation en 1996. De 1996 à 2000, Shimon Adaf intègre le cursus interdisciplinaire d'excellence Adi Lautman de l'université de Tel Aviv, tout en écrivant, en parallèle à ses études, des articles sur la littérature, le cinéma et la musique rock pour les journaux israéliens.
De 2000 à 2005, il travaille comme éditeur de prose pour la maison d'édition Keter Publishing House. Il est directeur du programme d'écriture créative à l'université Ben Gourion du Néguev en Israël. D'ailleurs, il enseigne l'écriture créative à la Sam Spiegel School for Television and Film à Jérusalem de 2006 à 2008.

## Prix littéraires
- 1996 : Prix du Ministère de l'éducation israélien[6],[7]
- 2007 - Prix du Premier Ministre pour les œuvres littéraires hébraïques[6]
- 2010 - Prix Yehuda Amichaï[6] pour Aviva-No[7]
- 2012 - Prix Sapir pour le roman Mox Nox[8],[6],[7]
- 2017 - Prix Newman de la littérature hébraïque[6]

## Œuvres
(Titres d'origine en hébreu accompagnés le cas échéant de leur translittération et, entre parenthèses, de traductions françaises de type sourcier)

### Poésie
- 1997 : המונולוג של איקרוס / Ha-Monolog Shel Icarus* (Monologue d'Icare) - traduit en français par Michel Eckhard-Elial sous le titre  Le Monologue d'Icare[4],[9]
- 2002 : מה שחשבתי צל הוא הגוף האמיתי / Ma She-Chashavti Tzel Hu Ha-Guf Ha-Amiti* (Ce que je pensais ombre est le vrai corps)[10]
- 2009 : אביבה-לא / Aviva-No (Aviva-No)[11]
- 2023 : משא ניסן (camion Nissan)

### Prose
- 2004 : קילומטר ויומיים לפני השקיעה כתר / Kilometer Ve-Yomayim Lifnei Ha-Shkia* (Un kilomètre et deux jours avant le coucher du soleil)[12],[13]
- 2006 : הלב הקבור / Ha-Lev Ha-Kavur* (Le cœur inhumé)
- 2008 : פנים צרובי חמה / Panim Tzruvei Chama* (Ardents visages brûlés)[14],[15],[16]
- 2009 : Back Yard (arrière-cour)[17]
- 2010 : כפור / Kfor* (Givre)[18]
- 2011 : מוקס נוקס / Mox Nox* (Mox Nox)[19]
- 2012 : ערים של מטה / Arim-Shel-Mata* (Des villes sous le siège)[20]
- 2014 : מתנות החתונה / Matnot Ha-Chatuna* (Cadeaux de mariage)
- 2015 : קובלנה של בלש / Kovlana Shel Balash* (La complainte du détective)[21],[22]
- 2017 : שַדְרַך / Shadrach* (Shadrak)
- 2017 : קום קרא / Kum Kra*(Ramasse et lis !)[23],[24],[25]
- 2019 : אהבתי לאהוב / ahbty lahvb* (J'ai aimé aimer)[26]
- 2021 : הלשון נושלה / Halašwn nwšlah* (le langage est dépossession)[27],[28]

### Œuvres non fictives
- 2016 : Art & War  (avec Lavie Tidhar)[29]
- 2018 : אני אחרים / any ahrym* (Je suis les autres)